# Hegedűverseny No. 3 (Mozart)
Wolfgang Amadeus Mozart talán legnépszerűbb hegedűversenye a No. 3-as G-dúr hegedűverseny, K. 216, amely 1775-ben keletkezett.
A G-dúr versenymű az ugyanez év tavaszán komponált opera, az Il ré pastore egyik ária-ritornelljéből átvett témával kezdődik. Stílusa jóval határozottabb, egyénibb, sőt magabiztosabb, mint a környező hegedűversenyeké.

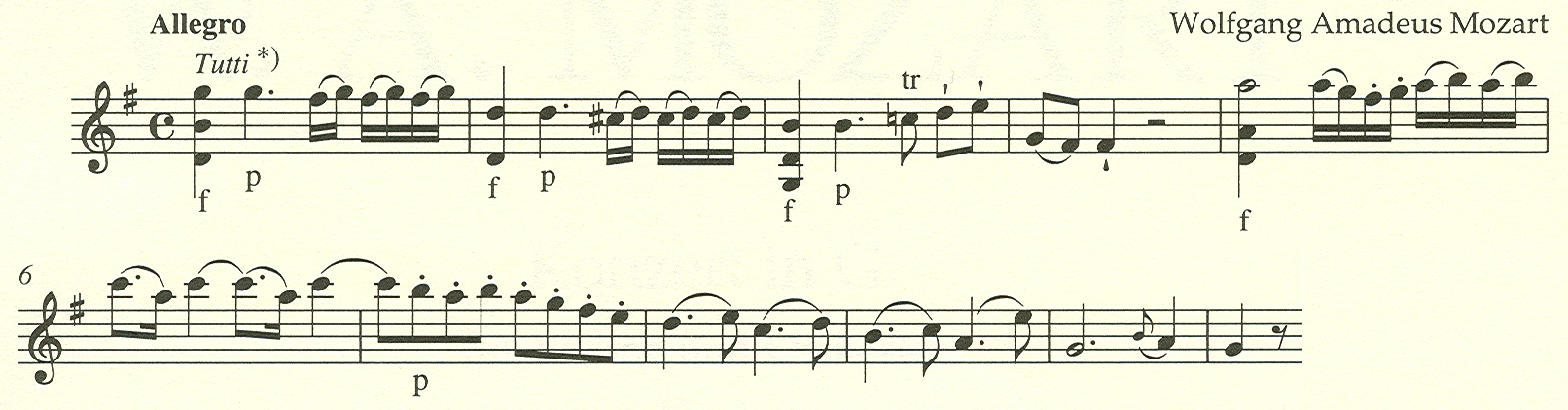
A hegedűverseny főtémája

1963-ban Bartha Dénes egy régi énekeskönyvben egy „ad notam Strassburger” című nótát talált, ami egyezik a hegedűverseny rondójában található egyik epizóddal.

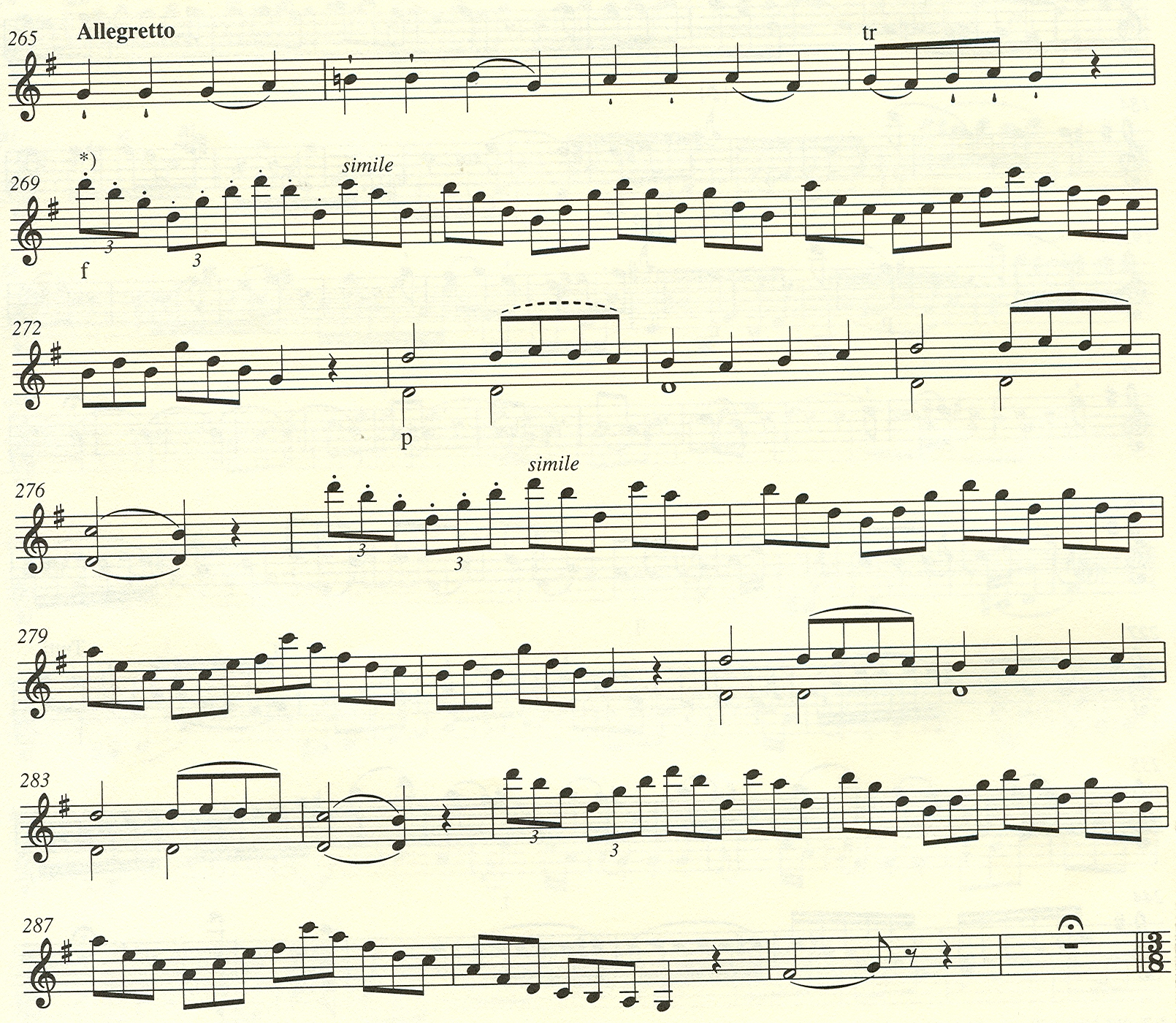
A Strassburger epizód A változata.

## Tételek
A versenymű a szokásos gyors-lassú-gyors tételrend szerint íródott.

### Allegro
Az első tétel ABA felépítésű szonátaformában íródott, és egy zenekar által játszott tipikusan mozartos G-dúr főtémával nyit. A nyitó témát hagyományos értelemben vett dallamnak alig lehet nevezni, inkább trilla, vagy tematikus rangra emelkedett, bővült díszítés. Ez után a hegedű megismétli a főtéma első felét. Egy rövid zenekari közjáték után a hegedű egy tört akkorddal lép be, ahol a ritmusértékek fél-negyed-negyed-fél sorrendben követik egymást. A díszes szóló G-ből Á-dúrba, h-mollba, majd D-dúrba modulál, ahol a sok briliáns passzázs után a hegedű egy fisz-é trilla után egy kétvonalas d-re érkezik meg. Ezzel ér véget az expozíció.
A kidolgozás egy zenekari közjátékkal kezdődik; ez alatt a dallam D-dúrból d-mollba modulál. A hegedűs belépésekor két fél hang után egy ereszkedő skálát játszik, majd a zenekar „visszaválaszol” a hegedűsnek, és mindez addig tart, amíg a hegedűs egyszer csak a zenekar által játszott témát játssza C-dúrban. Itt kell megjegyezni, hogy Mozart hegedűversenyei közül ebben a hegedűversenyben, ezen a ponton találhatunk egyedül olyan nagyobb szólórészt, amit nem a hegedűs játszik, hanem valamilyen más hangszer a zenekarból (itt az oboa). A dallam hirtelen nagyon espressivóvá válik, majd meglepetésszerűen visszatér D-dúrba. Egy rövid eingang és a zenekar által játszott „konklúzió” után a szólóhegedű újra rákezd a főtémára G-dúrban, ahogy az első belépésnél is tette.
A visszatérésben a G-dúr a-mollá, G-dúrrá, e-mollá, D-dúrrá, majd végül újra G-dúrrá változik. Miután a hegedű egészen a háromvonalas oktávig felmerészkedik, azután egy rövid zenekari közjáték következik, amely elvezet a kadenciához; ezután a tétel G-dúrban végződik.

### Adagio

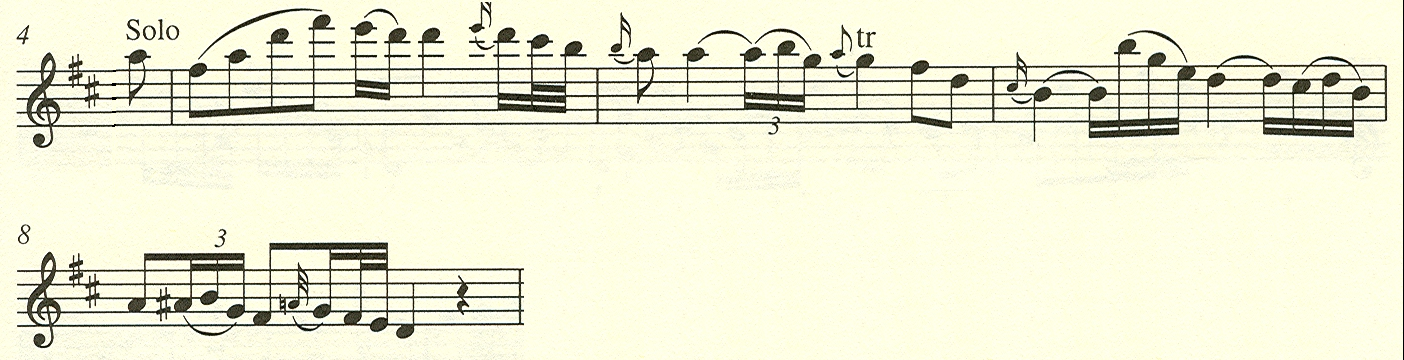
A szólóhegedű belépése a főtémával

A második tétel felépítése is ABA, de a domináns hangnemben: D-dúrban. Az Adagio tétel dallama kifejező ének, voltaképpen szerenádzene, Johann Christian Bach gáláns stílusára ismerhetünk rá. Ezt a tételt is a zenekar kezdi a főtéma eljátszásával, amit utána a hegedű egy oktávval feljebb ismétel meg. A fafúvósok ezután egy tánc-jellegű motívumot játszanak Á-dúrban, amit a hegedű a saját kiegészítésével tetőz be. Az A-dúr zárlat után a hegedűs a főtémát A-dúrban folytatja. Egy idő után az a-k áisz-szá emelődnek, és a zene hirtelen tragikusba csap át, de hamar visszamodulál A-dúrba, majd a főtémán keresztül D-dúrba. Ezután érkezik a kadencia, és utána egy furcsaság: a főtémát a hegedűsnek kell megint játszani, ami elég szokatlan a Mozart hegedűversenyekben.

### Rondeau (Allegro-Andante-Allegretto)

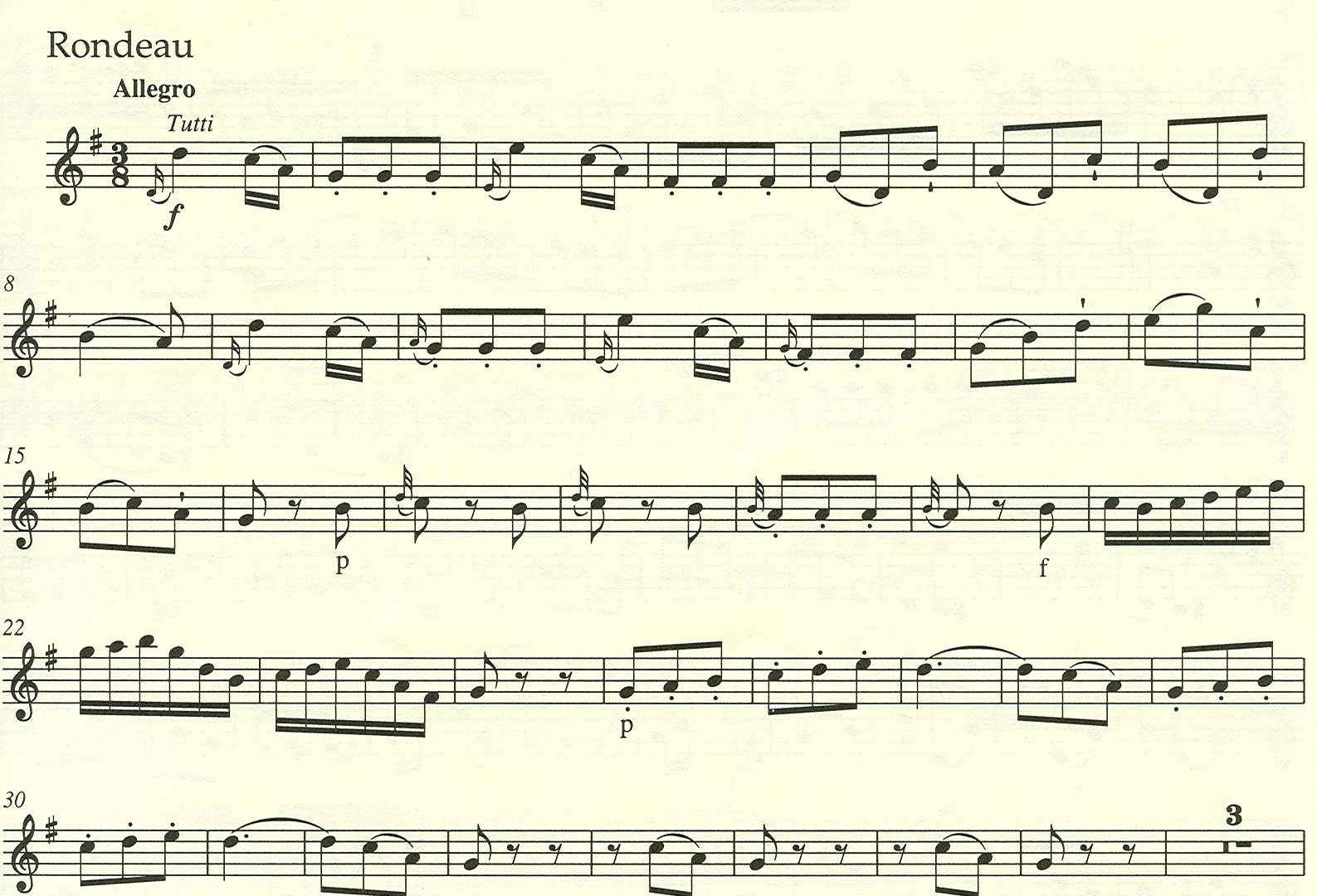
A rondótéma

A harmadik tétel egy rondó, és Allegro tempóban nyit a zenekar a „strassburgi” rondótéma megszólaltatásával (innen ered a koncert beceneve). A tételben Mozart egyébként a francia potpourri szerkezetét vette mintául. A tétel tempóinak sokfélesége, a témák és a különféle stilizált táncok, közöttük kifejezetten népies dallamok – például egy musette – változatos beépítése. Az oboák rövid szólója után a hegedűs a rondótéma variálgatásával kezd, ez az egész egy D-dúrba való modulációhoz vezet. A briliáns és magas D-dúr futam után egy lefele ereszkedő, arpeggio-szerű melódiavonal következik, amely majd a G-húron ismétlődik. Másodszorra már a hegedűs játssza az eredetileg az oboák által megszólaltatott szólót. Egy rövid kis hegedű-eingang vezet vissza a rondótémába. Ezeket követően a zenekar a hegedűt imitálja, majd hirtelen átcsap h-mollba, majd a hegedűs is ebben a hangnemben játszik: ez ugyanaz, mint az első hegedűszóló megfelelő része, csak a párhuzamos mollban. Ahogy a téma önmagát ismétli, hirtelen e-mollba vált. A rövid e-moll szóló vezeti be a zenekar, akik megint a "Strassburg" témát játsszák, immáron G-dúrban. Ez után jó pár ütem D-dúrban zajlik, majd ebben le is zárul az Allegro rész egy kis időre.
Az Andante egy melankolikus g-moll témából áll, majdhogynem Scherzóként vagy Trióként szolgál. A vonósok saltato tizenhatodokat játszanak, addig a szólista szünetekkel tarkított dallamot tesz a tetejére, ami elvezet a G-dúrban íródott.
Az Allegretto rész témája egy nagyon játékos kis téma, ami először a hegedűn szólal meg; ezalatt a zenekar egy briliáns és gyors fel-le haladó futamokból álló részt játszik; ez néha úgy hat, mintha a hegedűs lenne a kíséret. Egy idő után a szerepek megcserélődnek, a zenekar kapja a játékos témát, és a hegedűs a briliáns futamokat. A futamot néha egy Musette-szerű közjáték szakítja meg, amikor a hegedűszólamban egy Á és D húron egyszerre játszandó rész található. Ez az esemény még kétszer ismétlődik, amikor is a hegedű dallama a kis G-re érkezik meg, és a darab visszatér a Tempo 1-hez. Ehhez a részhez megjegyzés, hogy Mozart készített hozzá egy alternatív, virtuózabb változatot is a hegedűsök számára.

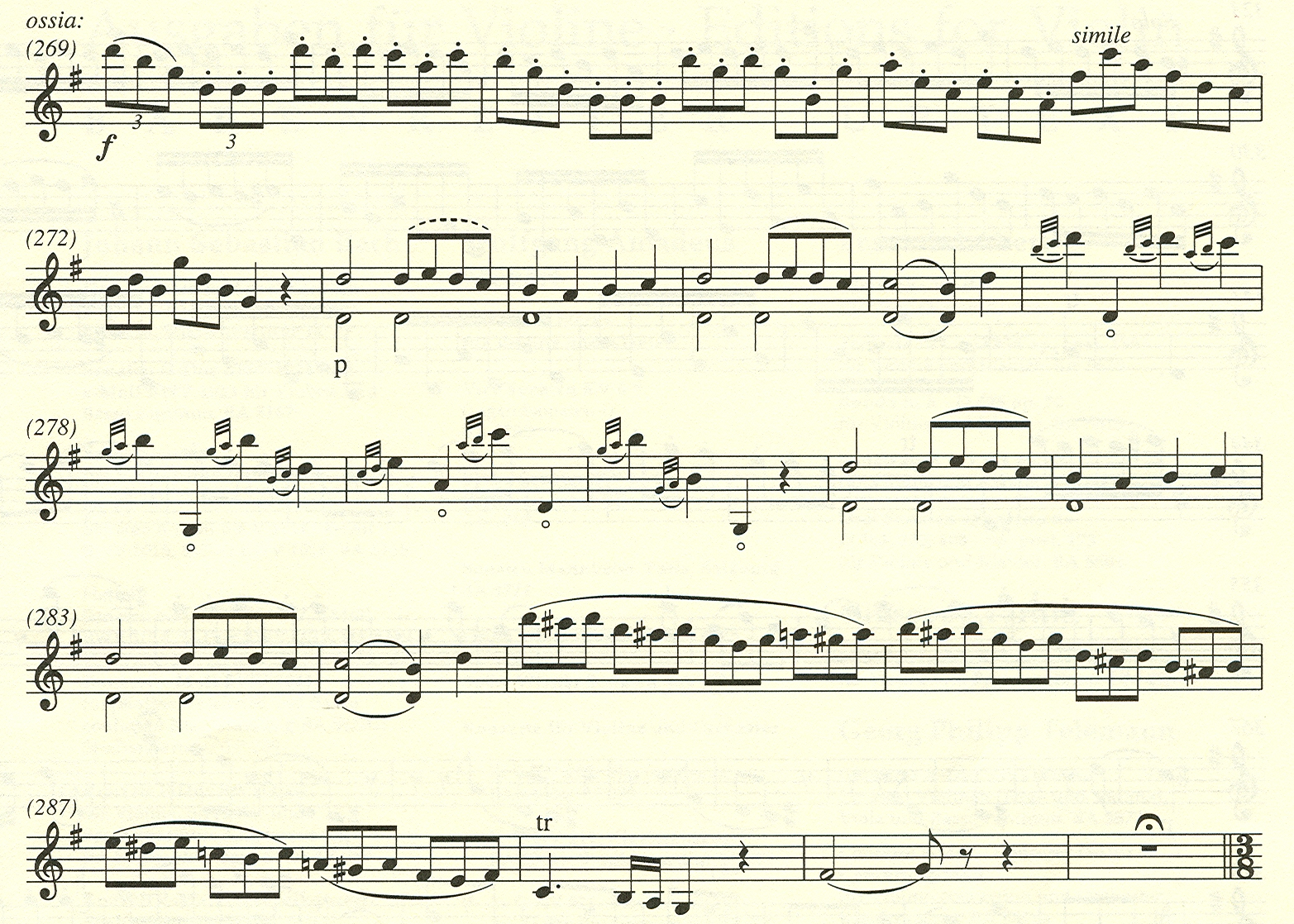
A B változat

Néhány ütem múlva az első szólótéma a-mollban jelenik meg. A hegedűs ezután a "Strassburg" téma g-moll változatát játssza, majd a zenekar szokatlan módon G-dúrban utánozza. A tipikus első szólóvariáció most G-dúrban következik. Rövid eingang után megint a rondótéma következik, egy oktávval feljebb. Ez után viszont egy oktávval lejjebb. A szokásos nagy befejezés helyett az oboák fejezik be a versenyművet a kis szólójukkal.

## Egyebek
A mű kb. 23 perc hosszú, és két fuvola (csak a második tételben szerepelnek), két oboa (első és harmadik tétel), két kürt, opcionálisan egy fagott és vonósok (hegedűk, brácsák, csellók és nagybőgők) szükségesek a mű előadásához.

## Külső hivatkozások
- K216 Mozart's Violin Concerto "with the Strassburger" – Dennis Pajot írása a Mozart Forumon